# Моје бивше моји бивши (позоришна представа)
Моје бивше, моји бивши је позоришна представа по тексту Д. Ц. Џексона.

## Радња
Иако је означен као комедија, комад има снажну драмски структуру чак помало и неке елементе мелодраме. Говори на који начин и како се у данашњем времену доживљава љубав, како живе млади људи везани за пар пунктова око којих се одвија њихова егзистенција, колико смо баријерама (које изгледају попут стубића у неком музеју или на црвеном тепиху) одвојени једни од других, како перципирамо наше родитеље (или они нас) и како третирамо питање властитог родитељства тј. чињенице да једног дана (можда) треба да постанемо родитељи, не само да би продужили врсту, већ и обогатили своје технолошким достигнућима и општим отуђењем испражњене животе.

## Улоге
| Глумац              | Улога  |
| ------------------- | ------ |
| Милош Крстовић      | Тома   |
| Исидора Рајковић    | Еми    |
| Катарина Јанковић   | Саша   |
| Ана Тодоровић Диало | Алисон |
| Душан Станикић      | Калвин |